# Riba de Âncora
Riba de Âncora est une paroisse civile portugaise (en portugais : freguesia) de la municipalité de Caminha dans le district de Viana do Castelo.

## Géographie
Riba de Âncora est située à l'est d'Âncora et Vila Praia de Âncora.
Sur son territoire se trouve la sortie no 27 de l'autoroute A28, desservant Vlla Praia de Âncora.

## Histoire
Au XIIe siècle, la localité est rattachée à Santa Maria de Vilar de Âncora, le toponyme Riba de Âncora n'apparaissant qu'au XVIe siècle.
Riba de Âncora est rattachée à la municipalité de Monção en 1839, de Viana do Castelo en 1852 et finalement de Caminha en 1884.

## Démographie
Lors du recensement de 2021, Riba de Âncora compte 680 habitants.